# 阿塔普埃尔卡 (布尔戈斯省)
阿塔普埃尔卡（西班牙語：Atapuerca），是西班牙卡斯蒂利亚-莱昂布尔戈斯省的一个市镇。总面积约25平方公里，总人口181人（2017年），人口密度7人/平方公里。
该镇附近的阿塔普埃尔卡山出土了西欧最早的人亚科化石。2000年，阿塔普埃尔卡考古遗址被联合国教科文组织列为世界遗产。

## 历史
城外的地块是 1054 年阿塔普尔卡战役的遗址。
1899 年，铁路的建设揭开了阿塔普埃尔卡的几个重要考古遗址的面纱。事实证明，这条铁路不经济，并在 20 世纪关闭。
2000 年 11 月 30 日，阿塔普埃尔卡被联合国教科文组织宣布为世界遗产。它在欧洲是独一无二的，它允许考古学家跟踪第一批居住在欧洲大陆的人类的进化。

## 图集

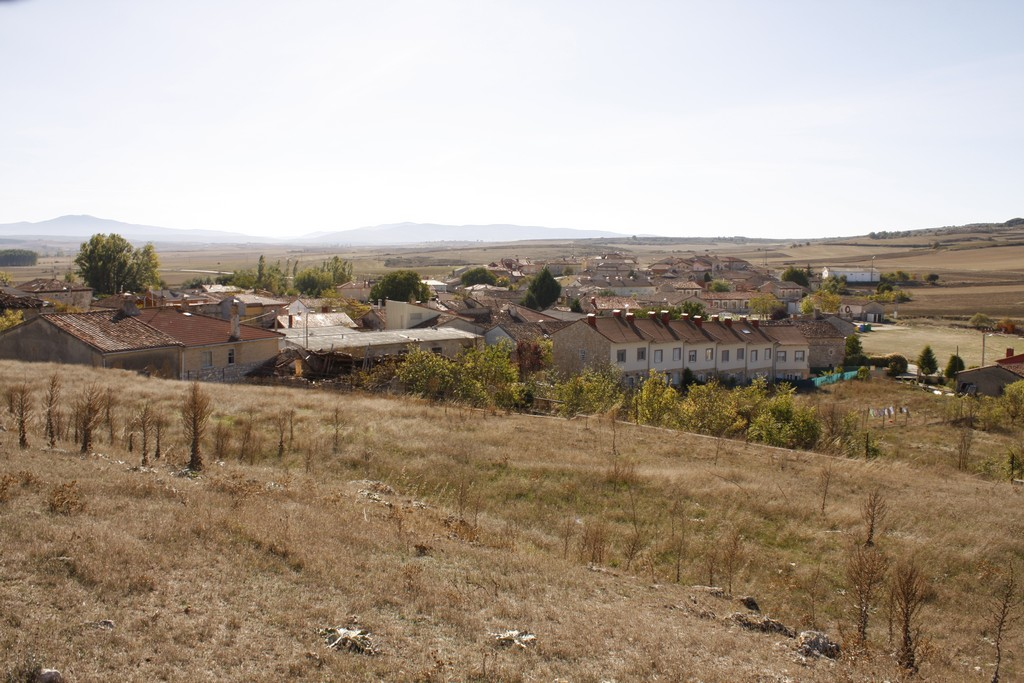
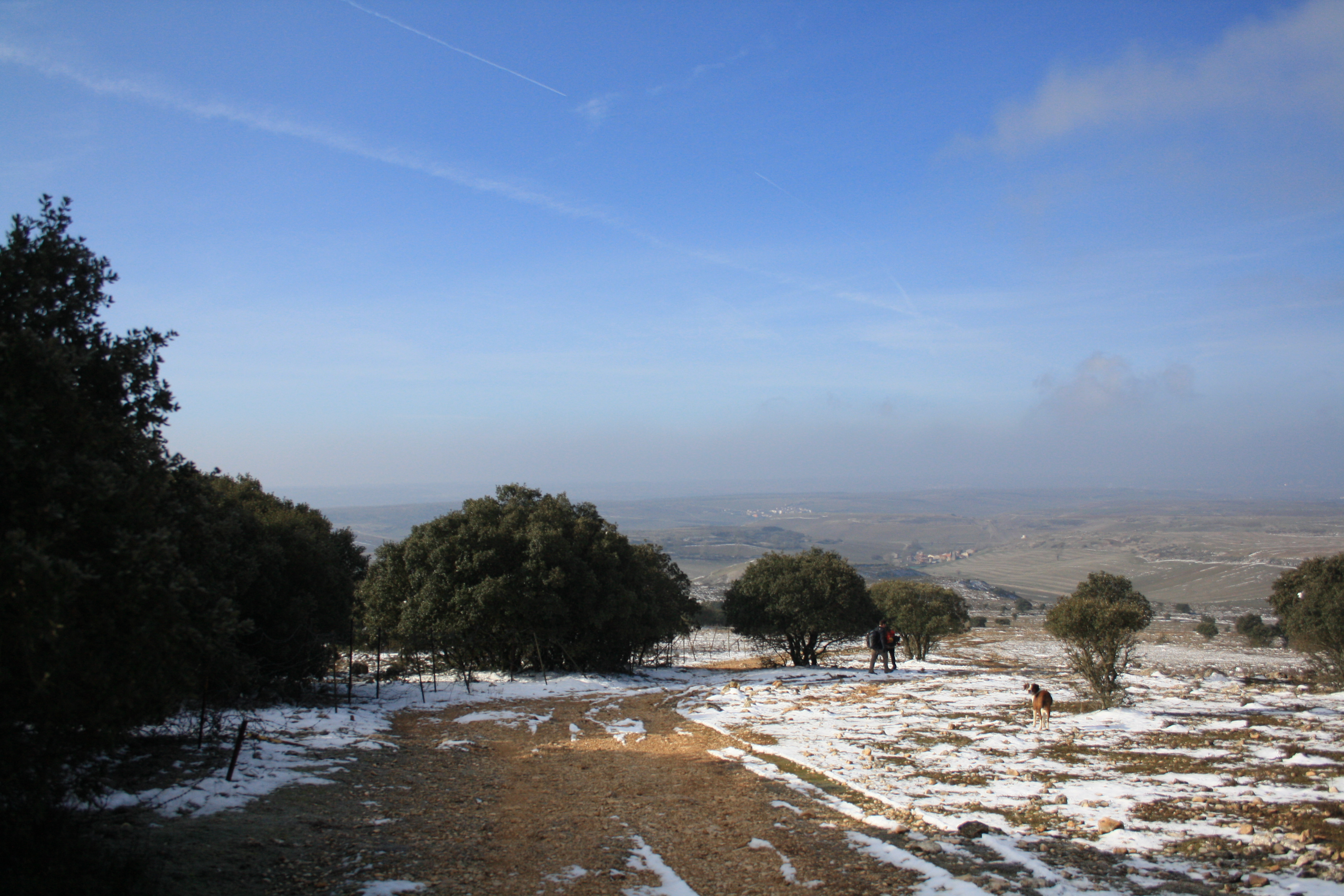
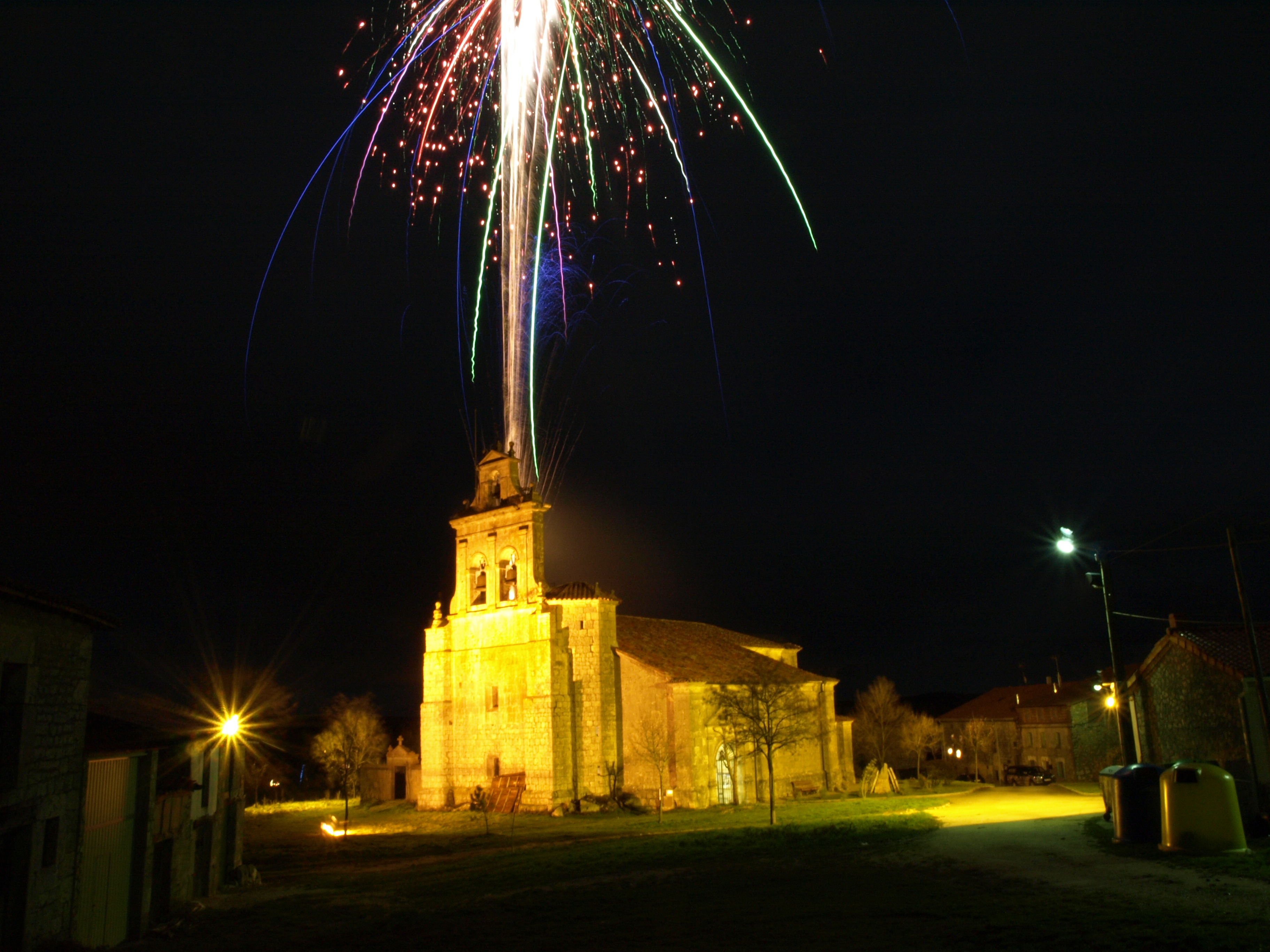
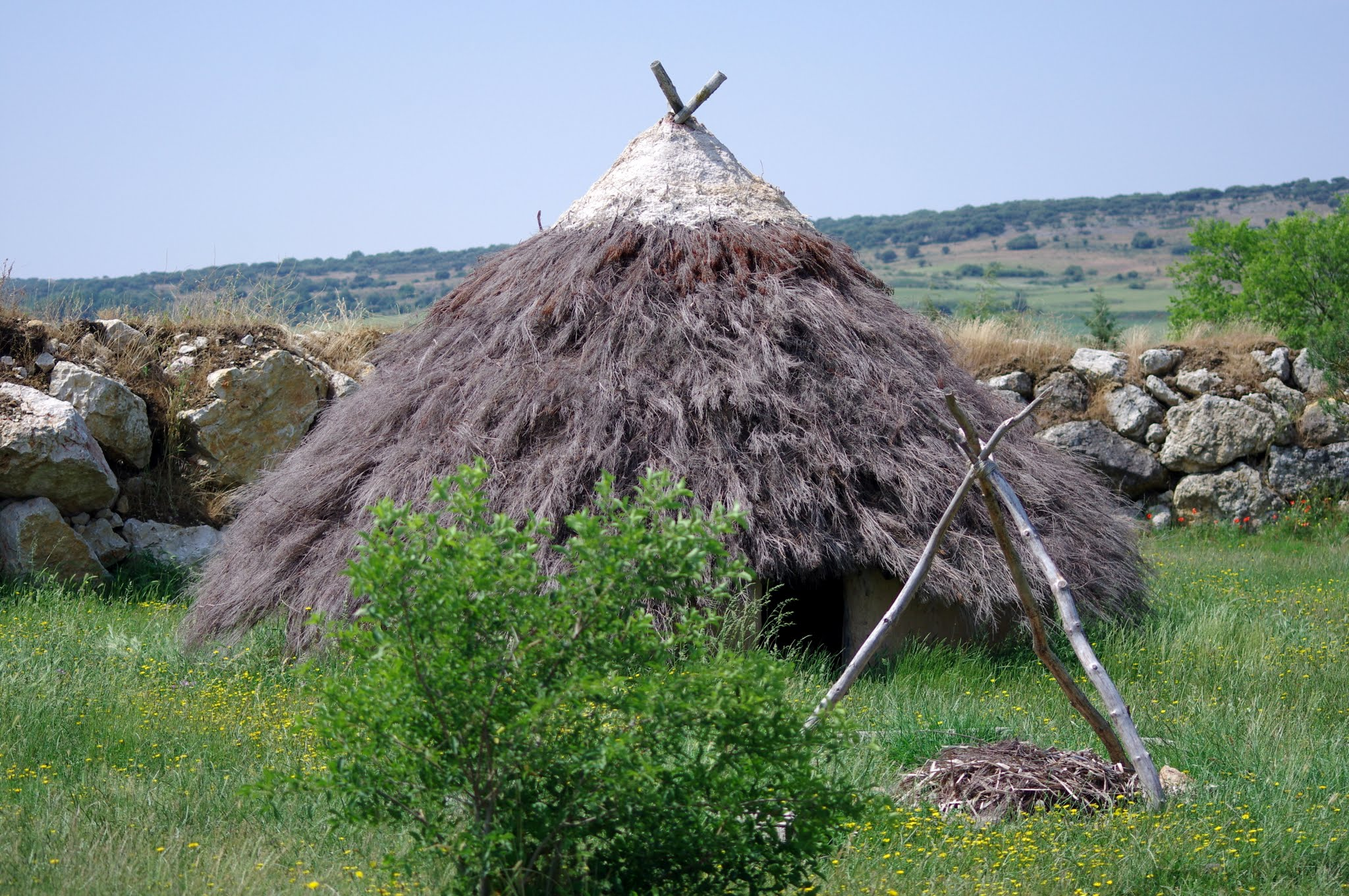

## 人口
| 阿塔普埃尔卡 (布尔戈斯省) |
|                           |
| 来源：西班牙国家统计局    |